# Аргумент из понављања
Аргумент из понављања (лат. Argumentum ad nauseam - аргумент из мучнине) је логичка грешка која настаје када се понављање тврдње користи као доказ да је она тачна. Тврдња се понавља толико често да нико не жели да расправља о томе, јер им је доста слушања. Овај аргумент може бити варијација грешке доказ тврдњом, али не мора бити. Заблуда увођења разговора у стање ad nauseam како би се затим тврдио нечији став као тачан зато што није био оспорен назива се и argumentum ad infinitum (до бесконачности) и аргумент из понављања.
Проблем са логичком грешком није у понављању. У колико је нешто истинино, није проблем да се понавља, већ уколико се понављање користи уместо адекватних и валидних доказа. Говорник који намерно понавља тврдњу неколико пута жели да се она прихвати као истина, иако није. Само зато што један човек понавља нешто или више људи понављају, не значи да је то тачно.

## Примери
Мама: Појео си торту!
Дете: Нисам. Чак нисам ни био кући до малопре. Био сам у биоскопу.
Мама: Појео си торту!
Дете: Само што сам ушао, када сам могао да је поједем?
Мама: Појео си торту!
Дете: Нисам имао времена да поједем једно парче, а камоли целу торту.
Мама: Појео си торту!
Дете: Добро, појео сам торту! Не могу више да причам са тобом!
На крају је дете морало да призна, јер би у супротном мајка наставила све док не призна, чак и да није појео.